# Azul no Azul (película)
Azul no Azul (título en inglés: Blue in Blue ) es un cortometraje experimental portugués creado por el cineasta italiano Gianmarco Donaggio en colaboración con el pintor portugués Nelson Ferreira. La película fue producida y distribuida en colaboración con el Museo Nacional de Arte Contemporáneo de Portugal, fue estrenada en el museo el 28 de julio de 2022, tras lo cual se exhibió en la sala de cine del museo del 29 al 15 de julio. de septiembre de 2022. Una segunda versión fue creada para el Museo Nacional Soares dos Reis para celebrar los 150 años de la escultura 'El Exiliado' de António Soares dos Reis y exhibida en el museo desde el 10 de diciembre de 2022 hasta el 19 de marzo de 2023.

## Descripción
Azul no Azul fue ideada por los dos artistas como un experimento en el que Donaggio traducía en forma cinematográfica el proceso pictórico de la serie azul de Ferreira, una colección de cuadros que el artista completó durante su estancia como artista residente en el MNAC de Lisboa. Como declaró el conservador del museo "En este ciclo de obras contemporáneas se atestigua la reverencia de Nelson por los grandes maestros clásicos y la tradición académica"." En consecuencia, en la realización de Azul no Azul, Donaggio fue llamado a la tarea de adaptar el acto de filmar tanto al efecto como al proceso de desafiar técnicas pictóricas como la de alla prima - pintar directamente mirando al sujeto, y la tradición estatuaria clásica de los temas representados. El resultado es una experiencia cinematográfica de formas azules que toman la forma de las esculturas clásicas del jardín de esculturas del museo, y viceversa, las esculturas fundiéndose en elementos informales azules.